# Invasió italiana d'Albània
La Invasió italiana d'Albània (7 – 12 d'abril de 1939) va ser una breu campanya militar realitzada pel Regne d'Itàlia contra el Regne d'Albània. El conflicte va ser resultat de les polítiques d'expansió del dictador italià Benito Mussolini. Albània va caure de pressa, el reu rei Zogú I va haver-se d'exiliar-se, i el país es va convertir en un protectorat italià.

## Rerefons
Feia molt de temps que Itàlia s'havia adonat de la importància estratègica d'Albània. Els estrategs navals italians es fixaven en el port de Vlorë i en l'illa de Sazan, a l'entrada de la Badia de Vlorë, que donaria a Itàlia el control per a l'entrada a la mar Adriàtica. A més, Albània proveiria a Itàlia d'una base de llançament al Balcans. Abans de la I Guerra Mundial, Itàlia i Àustria-Hongria havien estat instrumentals en la creació d'un estat albanès independent. Amb l'esclat de la guerra, Itàlia esperava l'oportunitat d'ocupar la meitat sud d'Albània, per evitar que fos capturada pels austríacs. L'èxit es transformà en un problema de postguerra, amb la creació de la Resistència Albanesa, i després de la pressió del President dels Estats Units Woodrow Wilson, Itàlia va haver d'abandonar el país el 1920.
Quan Mussolini prengué el poder a Itàlia va renéixer l'interès italià cap a Albània. Itàlia començà a introduir-se a l'economia albanesa el 1925, quan Albània li permeté d'explotar els seus recursos minerals. Després vingué el Primer Tractat de Tirana (1926) i el Segon Tractat de Tirana (1927), segons els quals s'establí una aliança defensiva entre Itàlia i Albània. El govern i l'economia albaneses subsistien gràcies a les inversions italianes, l'exèrcit albanès era entrenat per instructors militats italians i se subvencionaven les colònies italianes. Malgrat la gran influència italiana, el Rei Zogú refusà cedir completament sota la pressió italiana. El 1931 s'enfrontà obertament als italians, rebutjant renovar el Tractat de Tirana de 1926. Després que Albània signés un tractat de comerç amb Iugoslàvia i amb Grècia el 1934, Mussolini va fer diversos intents fracassats per intimidar als albanesos, enviant una flota de guerra davant de les costes del país.
Mentre que l'Alemanya Nazi s'annexionava Àustria i es movia contra Txecoslovàquia, Itàlia es veié com un membre de segona fila de l'Eix. L'imminent naixement d'un infant reial portava l'amenaça de què Zogú tingués un hereu i, per tant, es creés una dinastia. Després que Hitler envaís Txecoslovàquia (15 de març de 1939) sense notificar-ho a Mussolini abans, el dictador italià decidí procedir amb la seva pròpia annexió d'Albània. El rei Víctor Manuel III criticà el pla de conquerir Albània com un risc innecessari, però les objeccions reials van ser ignorades i, el 25 de març de 1939, Roma envià a Tirana un ultimàtum exigint que Albània accedís a l'ocupació italiana. Zogú refusà acceptar diners a canvi de permetre una invasió i una colonització italiana d'Albània.

## La Invasió
El 7 d'abril, les tropes de Mussolini van envair Albània. L'operació va ser comandada pel General Alfredo Guzzoni. La força d'invasió va ser dividida en 3 grups, que van desembarcar successivament. El primer grup era el més important, el qual va ser dividit en 4 columnes, cadascuna assignada a una zona de desembarcament a un port i amb un objectiu a l'interior. Malgrat alguns punts de resistència, especialment a Durrës, els italians van avançar ràpidament. Durrës va ser conquerit el mateix dia 7, Tirana el 8, Shkodër i Gjirokastër el 9 d'abril i la pràctica totalitat del país ja estava conquerit el dia 10.
Al no voler ser un govern titella italià, el Rei Zogú, la seva esposa, al Reina Geraldine Apponyi i el seu fill, el Príncep Leka van abandonar el país, anant a Londres via Grècia. El 12 d'abril, el parlament albanès votà deposar Zogú i unir al país amb Itàlia en una unió personal, oferint la corona albanesa a Víctor Manuel III. El parlament elegí al principal terratinent albanès, Shefqet Bej Verlaci, com a Primer Ministre. Verlaci tanmateix serví com a cap d'Estat durant 5 dies, fins que Víctor Manuel III acceptà formalment la corona albanesa a una cerimònia al Palau del Quirinale, a Roma. Víctor Manuel III nomenà a Francesco Jacomoni di San Savino, un antic ambaixador a Albània, per a representar-lo a Albània com a Tinent General del Rei, de fet, un virrei.

## Després de la batalla

Senyera d'Albània durant l'ocupació italiana

El 15 d'abril de 1939 Albània abandonà al Societat de Nacions, tal com Itàlia ja havia fet el 1937. el 3 de juny de 1939, el ministeri d'afers exteriors albanès va ser absorbit pel ministeri d'exteriors italià, i al Ministre, Xhemil Bej Dino, se li atorgà el rang d'ambaixador italià. L'exèrcit albanès va ser posat sota el comandament italià el 1940. A més, els Camises negres van formar 4 legions de Milícia albanesa, inicialment reclutats entre els italians que residien a Albània i posteriorment d'albanesos. Albània també entrà en guerra amb el Regne Unit i França el 10 de juny de 1940, i serví de base per a la invasió italiana de Grècia a l'octubre de 1940, la qual comptà amb la participació de tropes albaneses. Les zones sud del país van ser temporalment ocupades per l'exèrcit grec, però Itàlia guanya la guerra després de la campanya dels Balcans alemanya a l'abril de 1941. Albània s'expandí amb l'annexió de Kosovo i de regions de Montenegro i de Vadar Banovina. No obstant això, la regió de l'Epir anomenada Chameria (pels albanesos cham que allà resideixen), si bé també va ser reclamada per Albània no va ser annexionada, sinó que només va ser posada sota un Alt Comissionat Albanès, que exercia només un control nominal. Quan Itàlia abandonà les Potències de l'Eix al setembre de 1943, les tropes alemanyes van ocupar Albània després d'una curta campanya i amb una resistència mínima.
Durant la Segona Guerra Mundial alguns grups nacionalistes, incloent a partisans comunistes, van lluitar contra els italians (després de la tardor de 1942) i posteriorment contra els alemanys. A l'octubre de 1944, els alemanys es retiraven del sud dels Balcans davant de les derrotes militars davant de l'Exèrcit Roig, la caiguda de Romania i la imminent caiguda de Bulgària. Després que marxessin els alemanys, les forces comunistes, organitzades pels iugoslaus i amb subministraments occidentals, van esclafar la resistència nacionalista i el líder del Partit Comunista Albanès, Enver Hoxha, (sota una gran dominació iugoslava), esdevingué el líder del país.